# Soul Session Live
Soul Session Live è un album dal vivo del cantante statunitense James Brown, pubblicato nel 1989 e accreditato a James Brown & Friends.

## Tracce
1. Show Introduction
2. Papa's Got a Brand New Bag
3. How Do You Stop
4. Cold Sweat (con Wilson Pickett)
5. Out of Sight (interpretato da Billy Vera)
6. When a Man Loves a Woman (interpretato da Joe Cocker)
7. Gimme Your Love (con Aretha Franklin)
8. I'll Go Crazy (con Joe Cocker)
9. I Got You (I Feel Good) (con Robert Palmer)
10. Try Me (con Robert Palmer)
11. Living in America (interpretato da James Brown & Friends)